# 1793 en droit
Cet article présente les faits marquants de l'année 1793 en droit.

## Événements
- Institution en Russie d’un service militaire limité à 25 ans (auparavant le service durait toute la vie du soldat)[1].

### Janvier
- 21 janvier : exécution de Louis XVI, guillotiné[2].

### Février
- 14 février : Catholic Relief Bill. Les catholiques reçoivent le droit de vote en Irlande. Les milices protestantes d’Ulster font pression pour qu’ils n’obtiennent pas l’éligibilité[3].

### Mai
- 8 mai : Charter Act, loi britannique renouvelant la charte de Compagnie anglaise des Indes orientales[4]. La loi interdit aux Indiens employés par la compagnie de toucher un salaire supérieur à 800 roupies[5].

### Juin
- 17 juin : la Diète polonaise est réunie à Grodno pour ratifier l’accord de partage entre la Russie et la Prusse, ce qui est fait le 17 août et le 23 septembre après une résistance symbolique. La Russie abolit la Constitution polonaise du 3 mai 1791 et rétablit le Conseil permanent, organisme du gouvernement central. La Pologne devient un protectorat de la Russie, dont l’ambassadeur siège au Conseil permanent.

### Août
- 29 août : le représentant de la Convention nationale Léger-Félicité Sonthonax proclame l’abolition de l’esclavage dans la colonie Saint-Domingue sous la pression des insurrections dirigées par Toussaint Louverture et dans l'espoir de résister aux menaces du Royaume-Uni et de l'Espagne[6].

### Septembre
- 15 septembre : décret de suppression des universités en France[7].

### Octobre
- 16 octobre : exécution de Marie-Antoinette.

### Novembre
- 24 novembre, France : par décret du 4 frimaire an II, l'« ère vulgaire » est abolie pour les usages civils et ce décret définit le 22 septembre 1792 comme étant le premier jour de l'« ère des Français »[8].

## Décès
- 3 février : Jacques Salteur, juriste et homme politique savoyard, un des rédacteurs des Royales constitutions (Regie Costituzioni) de 1770, base fondamentale du droit public et civil dans les États du roi de Sardaigne (° 5 mars 1701).